# Bokermannohyla sapiranga
Espèce
Bokermannohyla sapiranga est une espèce d'amphibiens de la famille des Hylidae.

## Répartition
Cette espèce est endémique du Brésil. Elle se rencontre au Goiás, au District fédéral et au Minas Gerais.

## Publication originale
- Brandão, de Magalhães, Garda, Campos, Sebben & Maciel, 2012 : A new species of Bokermannohyla (Anura: Hylidae) from highlands of central Brazil. Zootaxa, no 3527, p. 28-42.